# Оршанский льнокомбинат
«Оршанский льнокомбинат» (бел. Аршанскі льнокамбінат) — является единственным в Республике Беларусь и самым крупным в странах СНГ, Европы производителем льняных тканей и изделий изо льна. Доля экспорта продукции в общем объёме производства составляет более 80% и экспортируется более чем в 40 стран мира.

## История
Началу строительства и дальнейшему развитию предприятия способствовало наличие в республике собственной сырьевой базы. Проект комбината разработан в 1928—1930 годах архитекторами А. С. Фисенко и И. С. Николаевым.
В 1937 году были построены цеха прядильного, ткацкого и отделочного производств и вспомогательные службы первой фабрики комбината.
В 1961 году сданы в эксплуатацию льночесальное, прядильное, ткацкое бельноотделочное производства второй фабрики комбината, вырабатывающей бытовые льняные ткани.
В 1972 году введена в строй действующая третья фабрика комбината, включающая льночесание, прядение и ткачество с выпуском тонких бытовых тканей. С этого периода на комбинате действовало три фабрики, каждая из которых представляла отдельно действующий текстильный комбинат.
В 1973 году в состав предприятия вошла льнопрядильная фабрика «Днепр» по выпуску ковровой пряжи.
В мае 2023 года указом Президента Украины Оршанский льнокомбинат помещён в её санкционный список.

## Руководство
История Оршанского льнокомбината связана с именами его первых директоров — Липчук, Негневицкий, Козелев, Родителев.
- В мае 1941 года комбинат возглавил Семенов Георгий Васильевич, который в общей сложности руководил предприятием 30 лет (исключая период 1955—1956 г.г., когда он был заместителем министра текстильной промышленности БССР).
- С 10 августа 1972 года директором Оршанского ордена Ленина льнокомбината, а с 12 февраля 1976 года генеральным директором являлся Владимир Петрович Лахтин.
- С октября 1976 года по март 1988 года генеральным директором предприятия был Василий Яковлевич Мельников.
- С 1988 года по 1996 год льнокомбинат возглавлял Георгий Георгиевич Кокореко.
- С 19 апреля 1996 года по 21 мая 2007 года генеральным директором предприятия был Валерий Константинович Шатков.
- В период с 22 мая 2007 года по 5 июня 2009 года предприятием руководил Виктор Васильевич Гавриленко.
- С 5 июня 2009 по июнь 2023 года генеральным директором был Нестеренко Владимир Васильевич.
- С июля 2023 года генеральным директором предприятия назначен Буянов Олег Алексеевич.

## Хроника важнейших событий
- 1930 год — выпущена первая продукция на только что построенной льночесальной фабрики.
- Май 1941 года — предприятие возглавил Семенов Георгий Васильевич, будущий Герой Социалистического Труда, Почетный гражданин города Орши.
- 1 июня 1966 года — «Оршанский льнокомбинат» удостоен наивысшей награды страны — ордена Ленина.
- 1998 год — льнокомбинат признан победителем конкурса «Лучший экспортер РБ».
- 2002 год — льнокомбинат награждён дипломом «Лучший экспортер года». Этой же награды коллектив был удостоен и в 2003 году. Поставки на экспорт достигли 83,4 процента от общего объёма выпуска бытовых тканей.
- Март 2012 года — льнокомбинат получил на свою продукцию международный сертификат соответствия экологическим требованиям стандарта Oeko-Tex Standart 100.
- 2013 год — предприятие признано победителем конкурса на соискание Премии Правительства Республики Беларусь за достижения в области качества 2012 года.
- Начиная с 2007 года по 2017 год, прошло 2 этапа глубокой технической модернизации всего производственно-технологического процесса, затрагивающего фабрики №1, 2 и 3, а также отделочной фабрики.

В советское время на комбинате работали около 12 тысяч человек. За год производилось около 12 миллионов погонных метров тканей, среди них значительный процент упаковочных.
На предприятии никогда не было резкого сокращения кадров. В девяностые годы процесс шёл эволюционным путем, люди уходили на пенсию, на их место никого не брали. Постепенно численность снизилась до 5,5 тысячи человек.

## Предприятие сегодня

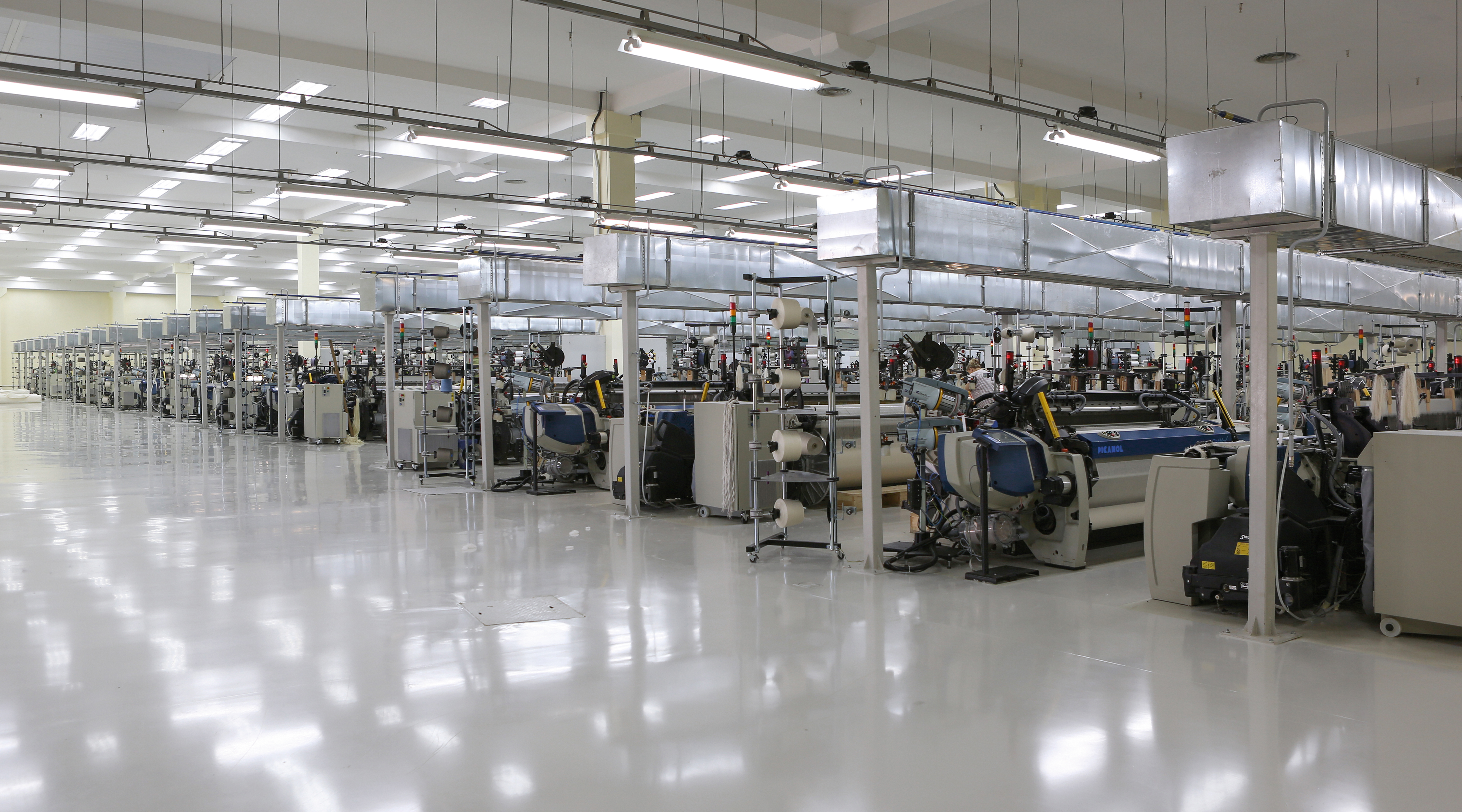
Современное производство

Сегодня предприятие представляет собой вертикально интегрированную структуру, объединяющую весь производственный цикл – от переработки длинного и короткого льноволокна до производства и реализации готовой продукции. В составе предприятия 6 фабрик:
- 1-я фабрика по производству котонизированного льноволокна, пряжи низкономерной, пряжи пневмомеханического способа прядения из котонизированного льноволокна, мешочно-упаковочных тканей и продукции производственно-технического назначения из короткого льноволокна;
- 2-я и 3-я фабрики по производству пряжи и суровых тканей из длинного льноволокна и котонизированных пряж;
- отделочная фабрика – по выпуску готовых бытовых тканей;
- швейная фабрика №1 по выпуску изделий домашнего текстиля;
- швейная фабрика №2 по выпуску готовой льняной одежды.

Все фабрики включают сопряженные и расположенные на единых производственных площадях льночесальные, прядильные, ткацкие и отделочные производства. Статус предприятия — Республиканское унитарное производственно торговое предприятие. «Оршанский льнокомбинат» входит в состав Белорусского государственного концерна по производству и реализации товаров лёгкой промышленности республики Беларусь (концерн «Беллегпром»). Управление предприятием осуществляет генеральный директор.
Сеть магазинов Оршанского льнокомбината под торговой маркой "Беларускi Лён" состоит из более 20 специализированных магазинов и интернет-магазина https://homelinen.by

## Деятельность

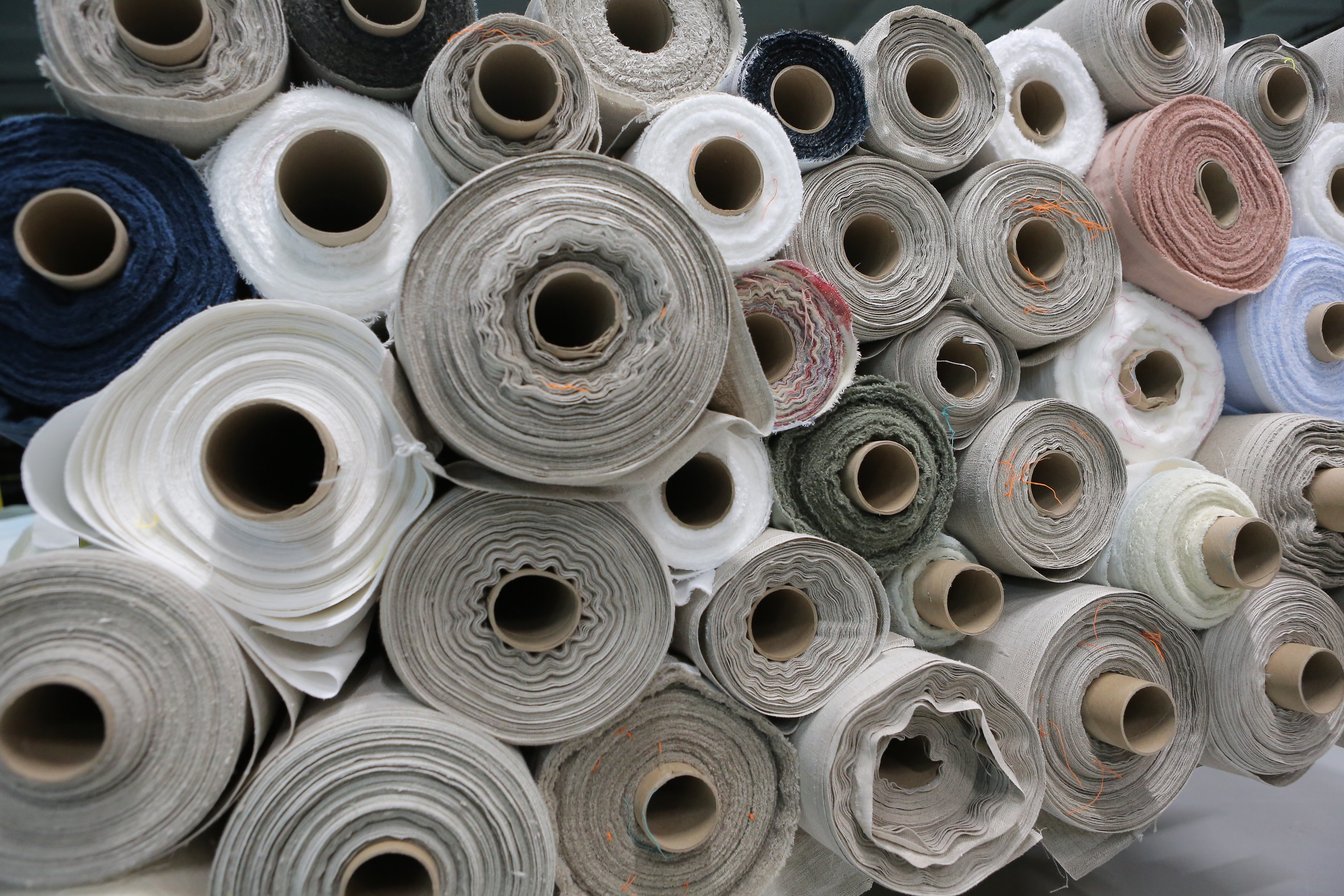

Предприятие выпускает широкий ассортимент льняных тканей:
- ткани костюмные и блузочные
- ткани для постельного белья
- ткани для столового белья
- технические ткани
- декоративные и мебельные ткани

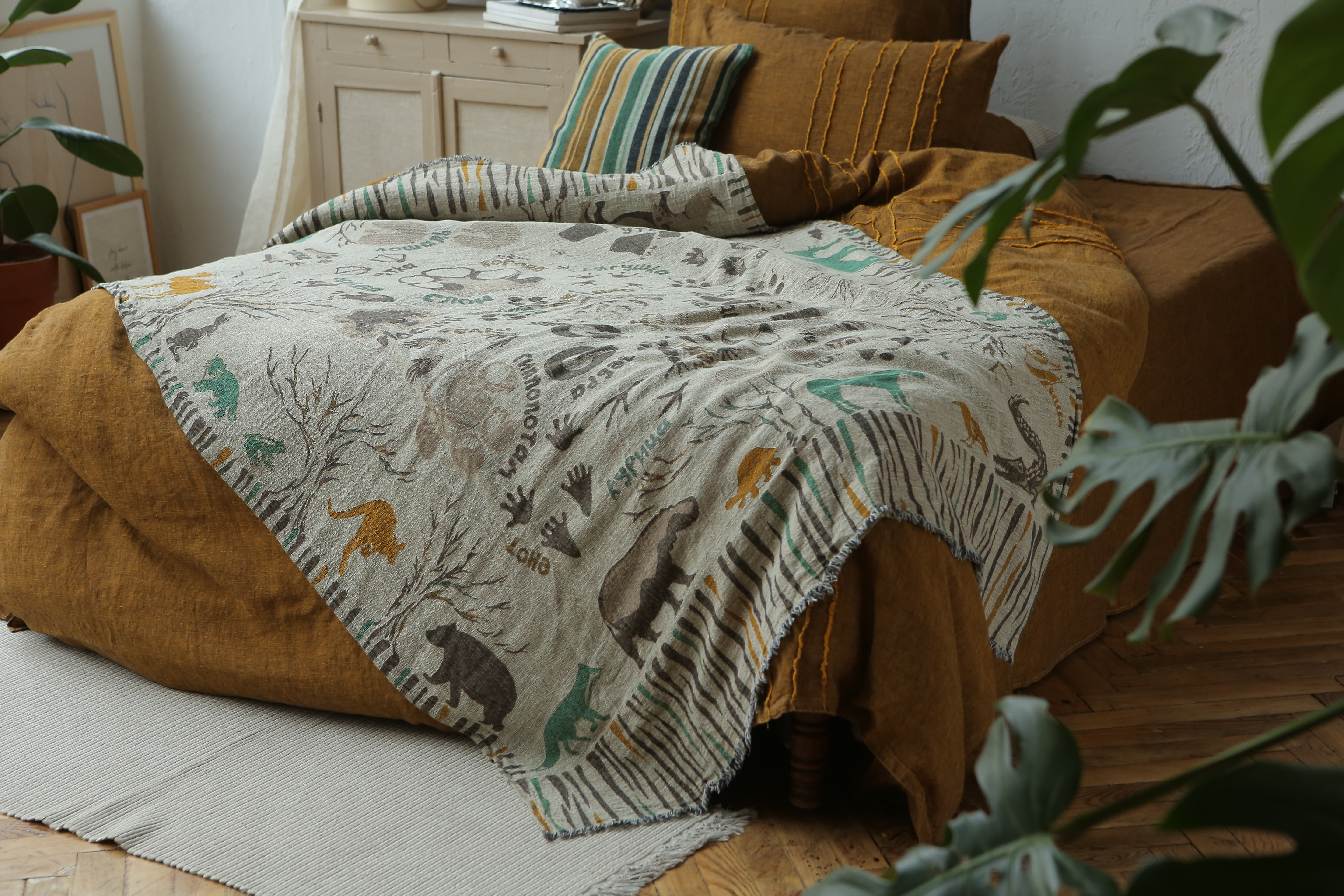

Кроме этого, на «Оршанском льнокомбинате» осуществляется производство готовых изделий:
- столовое бельё
- постельное бельё
- комплекты для кухни
- пледы, покрывала
- комплекты для сауны
- полотенца и наборы полотенец

Предприятие также выпускает мужскую и женскую одежду, аксессуары.

## Достижения
- Диплом II степени республиканского конкурса "Лидеры промышленности Республики Беларусь - 2024"[7].